# Hervé Kambou
Hervé Kambou (* 21. Mai 1986 in Abidjan) ist ein ivorisch-peruanischer Fußballspieler.

## Vereinskarriere
In seiner Jugend trainierte Kambou an der Académie de Sol Beni, einer Jugendakademie des ASEC Mimosas. Seine Profikarriere begann er 2005 beim ivorischen Zweitligisten Toumodi FC. Die meisten Einsätze seiner noch jungen Karriere hatte Kambou bei BEC-Tero Sasana. Von 2006 bis 2007 spielte er für den thailändischen Verein in der Premier League und bestritt 25 Spiele. Danach spielte er für den SC Bastia. Dort brachte er es auf neun Einsätze. Zurück in Afrika spielte er für den tunesischen Klub Club Africain Tunis, allerdings absolvierte der Innenverteidiger dort nur ein Ligaspiel, ehe es ihn nach Peru, wo er seine neue Heimat fand. 2011 noch auf Leihbasis bei Sport Áncash ging er 2014 zu CD Willy Serrato und anschließend zu den Sport Boys.
2017 ging er nochmal aus Peru weg und schloss sich Zulia FC aus Venezuela an, doch nach nur einem Jahr kehrte er nach Peru zurück. 2019 wurde er mit Deportivo Binacional erstmalig peruanischer Meister.

## Nationalmannschaft
2008 war Hervé Kambou Teil der ivorischen Olympiaauswahl und nahm an den Olympischen Sommerspielen 2008 teil. Er kam in der Gruppenphase zu drei Einsätzen. Im Viertelfinale schied die Elfenbeinküste gegen Nigeria aus, Kambou kam nicht zum Einsatz.

## Erfolge
Binacional
- Peruanischer Meister: 2019